# Sorbus parvifructa
Sorbus parvifructa är en rosväxtart som beskrevs av Mcall.. Sorbus parvifructa ingår i släktet oxlar, och familjen rosväxter. Inga underarter finns listade i Catalogue of Life.